# بلیستاک
بلیستاک (به لاتین: Blistock) یک کوه در سوئیس است که در کانتون گلاروس واقع شده‌است. بلیستاک ۲٬۴۴۸ متر بالاتر از سطح دریا واقع شده‌است.